# Bytyç
Bytyç è una frazione del comune di Tropojë in Albania (prefettura di Kukës).
Fino alla riforma amministrativa del 2015 era comune autonomo, dopo la riforma è stato accorpato, insieme agli ex-comuni di Bajram Curri, Bujan, Fierzë, Lekbibaj, Llugaj e Margegaj a costituire la municipalità di Tropojë.

## Località
Il comune era formato dall'insieme delle seguenti località:
- Pac
- Vlad
- Corraj-Velaj
- Berishe
- Visoce
- Mash
- Zogaj
- Prush
- Kepenek
- Kam-Fshat
- Leniq
- Qytet-Ka